# Zygodon angustatus
Zygodon angustatus är en bladmossart som beskrevs av W. P. Schimper in C. Müller 1849. Zygodon angustatus ingår i släktet ärgmossor, och familjen Orthotrichaceae. Inga underarter finns listade i Catalogue of Life.